# ダンテズ・インフェルノ 〜神曲 地獄篇〜
『ダンテズ・インフェルノ 〜神曲 地獄篇〜』（ダンテズ・インフェルノ しんきょく じごくへん、Dante's Inferno）は、Visceral Gamesが開発、エレクトロニック・アーツより2010年2月に発売されたアクションゲーム。14世紀イタリアの詩人ダンテ・アリギエーリによる古典長編叙事詩『神曲』の第1部「地獄篇」をモチーフとした全9圏の地獄を描いた作品である。オリジナルストーリーは脚本家のウィル・ロコスが書き下ろした。
日本語版では同年2月18日（PSP版は3月18日）に発売されている。

## ストーリー
1191年のフィレンツェでは、テンプル騎士団の騎士ダンテが第3回十字軍の間に多くの残虐行為を犯した。その後、戦闘中にダンテは背中を刺され、死神はダンテの罪を非難しながらダンテの命を奪った。しかし、ダンテは死ぬことを拒否し、過ちを贖うことを約束したため、死神を殺し鎌を取った。その後、ダンテは戦争を去り、胴体に十字架の形をした赤いタペストリーを縫い付け、過去に犯したすべての犯罪を描く。家に帰ると、家族全員が殺されていた。ダンテの愛人ベアトリーチェの魂はダンテの前に現れるが、すぐにルシファーによって暗闇に引きずり込まれる。教会に到着するとダンテは十字架を祝福し、地獄の門を開いた。今後、ダンテは最愛人を救うために地獄で絶え間ない旅に乗り出す。

## 登場人物
ダンテ
声 - 江原正士
ベアトリーチェ
声 - 川澄綾子
ウェルギリウス
声 - 石川ひろあき
フランチェスコ
声 - 山野井仁
アリギエーロ
声 - 楠見尚己
ベッラ
声 - すずき紀子
死神
声 - 楠見尚己
カロン
声 - 若本規夫
ミノス王
声 - 乃村健次
ルシファー
声 - 谷昌樹

## アニメ版「Dante’s Inferno」
エレクトロニック・アーツ社などを中心にダンテの「神曲」をメディアミックスするプロジェクト。アニメ「Dante’s Inferno An Animated Epic」にProduction I.Gも制作に参加。映画は全6章立てで、Production I.Gは第1章の制作を担当。IGパート監督は梅津泰臣。
2010年2月2日にゲーム本編リリースに先駆けて劇場でプレミア上映。上映はロンドンのピカデリーサーカスにあるアポロシネマ。